# خيري الضامن
خيري الضامن (1936 - 23 يونيو 2021)، مترجم عراقي، ولد في البصرة عام 1936 وبدأ حياته الأدبية ناقدًا في مجلة الآداب اللبنانية منذ أربعينيات القرن الماضي.

## مؤلفاته
ترجم على مدى أكثر من ستة عقود أبرز أعمال الكتاب الروس والسوفيت، منها:
- نضال العرب من أجل الاستقلال الاقتصادي - مولود عطا الله - دار التقدم - موسكو 1971.
- التروتسكية خصم الثورة - سوبوليف - دار التقدم - موسكو 1974
- تفاقم الأزمة العامة للرأسمالية - تريبيلكوف - دار التقدم - موسكو 1975
- أسئلة وأجوبة عن الشيوعية - غ. ليسيتشكين وآخرون - دار التقدم - موسكو 1976.
- بحوث سوفيتية في الأدب العربي - دار التقدم - موسكو 1978.
- العناقيد الحمراء وقصص أخرى - فاسيلي شوكشين - دار رادوغا - موسكو 1984.
- مصلح على العرش : قابوس بن سعيد سلطان عمان - سيرغي بليخانوف - دار الكتب والوثائق القومية - مصر 2004.
- الحفرة - أندريه بلاتونوف - دار السؤال عام 2016
- الأشباح - أندريه بلاتونوف - دار السؤال عام 2016
- بحر الصبا - أندريه بلاتونوف - دار السؤال عام 2016
- الرسائل - فيودور دوستويفسكي 2017. في عدة مجلدات
- الماركسية اللينينية وقضايا الحرب والجيش.
- أفراخ الوقواق - أناتولي بريستافكين - دار السؤال 2018.
- فيودور دوستويفسكي ما له وما عليه - آنا غريغوريفنا - دار السؤال عام 2018
- الأرانب والثعابين - فاضل إسكندر - دار المدى 2020.
- الآباء والبنون - إيفان تورغينيف
- سقطرى جزيرة الأساطير - فيتالي نعومكين

وعشرات المؤلفات الأخرى.

## وفاته
توفي في العاصمة الروسيّة موسكو، وذلك يوم الأربعاء 23 يونيو 2021 ميلاديًّا، الموافق 13 ذو القعدة 1442 هجريًّا، عن عمر ناهز 85 عامًا.